# متحف بيت الضويحي للتراث
متحف بيت الضويحي للتراث أحد متاحف منطقة الرياض يقع في محافظة مرات، أسسه صالح بن محمد عبد الرحمن الضويحي، يقع المتحف في منقطة تراثيه بالقرب من بئر خالد بن الوليد في مرات وهو عبارة عن قصر تراثي مكون من دورين، ويحوي المتحف عددا كبيرا من القطع التراثية يتم عرضها في عدة أجنحة ومستودعين .
تم عرض القطع حسب النوع والاستخدام في أكثر من 8 قاعات: القاعة الأولى تميزت بعرض الأدوات الزراعية وما يتعلق بالزراعة، والقاعة الثانية تعرض الأسلحة ومستلزمات السلاح، فيما شملت القاعة الثالثة العملات وما يتعلق بالمعدن والعملات الورقية، أما القاعة الرابعة فقد تخصصت في عرض أدوات الحدادة وهي عبارة عن قاعة مخصصه للحداد للقيام بمهامه المهنية، كما تم تخصيص القاعة الخامسة للنجارة وهي قاعه تهم النجار ومهامه المهنية، القاعة السادسة الخاصة بالكتاتيب، بالإضافة للسوق التجاري المتواجد داخل القصر التراثي.